# Sanzinia volontany
Espèce
Synonymes
- Sanzinia madagascariensis volontany Vences & Glaw, 2004

Statut de conservation UICN

 LC  : Préoccupation mineure
Statut CITES
Sanzinia volontany est une espèce de serpents de la famille des Boidae.

## Répartition
Cette espèce est endémique de Madagascar.

## Étymologie
Le nom spécifique volontany vient du malgache volontany, marron, en référence à la couleur de fond prédominante de cette espèce.

## Publication originale
- Vences & Glaw, 2004 : Phylogeography, systematics and conservation status of boid snakes from Madagascar (Sanzinia and Acrantophis). Salamandra, vol. 39, no 3/4, p. 181-206 (texte intégral).